# Tarabai Mohite

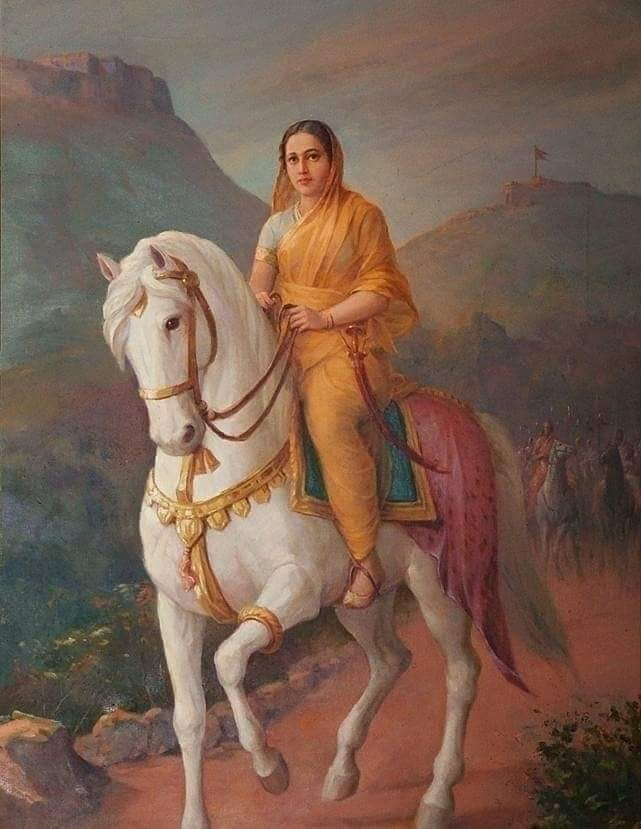
Tarabai Mohite

Tarabai Mohite (1675 - Satara, 9 december 1761) was een leider van het Maratharijk in het westen van India. Als weduwe van chhatrapati ("keizer") Rajaram Bhonsle fungeerde ze tussen 1700 en 1707 als aanvoerster van de Maratha's in naam van haar minderjarige zoontje Shivaji II. Onder Tarabai zetten de Maratha's hun strijd tegen de Mogols voort. Tarabai werd in 1708 verdreven door Shahu, maar zette een rivaliserend hof op in Kolhapur. Tussen 1750 en 1761 fungeerde ze opnieuw als regentes, nu in naam van haar kleinzoon Rajaram II, de radja van Satara.

## Levensloop

### Jeugd
Tarabai Mohite was de dochter van de generaal Hambi Rao Mohite. Ze was een nicht van Sorayabai, de tweede vrouw van Shivaji, de stichter en leider van het Maratharijk. Op 8-jarige leeftijd werd ze uitgehuwelijkt aan Shivaji's tweede zoon, Rajaram. Shivaji stierf in 1680, en werd opgevolgd door zijn oudste zoon, Sambhaji. 
Het Maratharijk was los georganiseerd in facties, die slechts onder een charismatische leider als Shivaji verenigd optraden. De Maratha's voerden een uitputtingsoorlog met de Mogols. Keizer Aurangzeb was in 1680 met een gigantisch leger naar de Dekan getrokken met de bedoeling het gebied te onderwerpen. De Maratha's voerden de oorlog echter sluw: ze verschansten zich in forten, die ze pas na maandenlange belegeringen prijsgaven. Ondertussen voerden andere strijdgroepen plundertochten uit in de aangrenzende provincies van het Mogolrijk. Maar de Maratha's leden ook gevoelige verliezen, zo sneuvelde Tarabais vader in 1687. Sambhaji werd in 1689 gevangengenomen en terechtgesteld door Mogolkeizer Aurangzeb. Daarna werd Sambhaji's hoofdstad Raigarh ingenomen, waarbij zijn weduwe en zoon Shahu gevangengenomen werden. Rajaram, Tarabais echtgenoot, werd de nieuwe leider van de Maratha's. Hij bracht zijn hofhouding en de bestuurders van zijn rijk onder in de vestiging Panhala, en verschanste zich zelf in Jinji, in het diepe zuiden van India. Het Mogolleger achtervolgde de chhatrapati naar de laatste vestigingsstad, die acht jaar lang vergeefs belegerd werd.
In Panhala deed Tarabai ervaring op in het bestuur, die haar later sterk van pas zou komen. Tarabai en Rajarams andere vrouwen voegden zich in 1694 bij hun echtgenoot, na een riskante tocht door de linies van de Mogols. In 1697 wist Rajaram door omkoping van enkele bevelhebbers van Aurangzebs leger de belegerde stad met zijn harem te ontvluchten. Terug in de Westelijke Ghats stelde hij orde op zaken in het bestuur en de verdediging van zijn rijk tegen de Mogols. Tarabai stond haar man daarin terzijde op een wijze die respect afdwong, maar haar ook in aanvaring bracht met de militaire bevelhebber Dhanaji Jadhav.

### Leider van de Maratha's (1700-1707)
In 1700 overleed de toen 30-jarige Rajaram echter aan een plotselinge ziekte. De opvolging was onzeker, omdat van zijn vier vrouwen er twee een minderjarig zoontje hadden dat aanspraak op de troon kon maken. Een derde factie onder de hovelingen zag liever de in gevangenschap verkerende prins Shahu als leider. Tarabai liet haar 4-jarige zoontje Shivaji II tot chhatrapati kronen en leek het pleit voorlopig in haar voordeel te beslechten. Tarabai bleek een capabele leider en militair aanvoerster en wist al snel het respect van de verschillende generaals te vergaren. De Mogols namen echter fort na fort in. Een paar weken na de dood van Rajaram viel Satara, dat in de voorgaande jaren als hoofdstad gediend had. Tarabai verplaatste het hof naar Vishalgarh. Na de val van Vishalgarh in 1702 verplaatste ze het hof naar Pratapgarh.
In 1702 leidde Tarabai een strijdmacht van 50.000 ruiters naar de Mogolprovincies Berar en Kandesh, en tegen het sultanaat Golkonda. Golconda (tegenwoordig: Haiderabad) en de havenstad Masulipatnam werden geplunderd. In 1703 trokken de Maratha's onder Tarabai plunderend door de Mogolprovincie Malwa. Deze militaire campagnes werden steeds gedurfder. In 1706 plunderden Tarabais generaals Gujarat en opnieuw Kandesh. Ze stelden in de provincies waar ze doorheen trokken alternatieve bestuurders en belastinginners aan, die een schaduwadministratie vormden. Gebieden die belasting overmaakten werden vrijgesteld van plundering. Voor het eerst kreeg de invloed van de Maratha's over grote delen van India buiten hun machtsbasis in de Westelijke Ghats een blijvende basis.

### Strijd om de macht met Shahu en gevangenschap (1707-1730)
Zolang de Mogols hun militaire krachten op de belegering van de forten in de West-Ghats richtten, kon Tarabai de macht van de Maratha's uitbreiden. In 1707 kwam echter plotseling verandering in de situatie. Keizer Aurangzeb stierf op 89-jarige leeftijd. De zoon van de keizer had weinig zin zijn vaders militaire campagnes voort te zetten. In plaats daarvan trok hij de Mogollegers terug en liet hij prins Shahu vrij, in de hoop dat dit de Maratha's onderling zou verdelen. Deze opzet slaagde, ook omdat bevelhebber Dhanaji Jadhav zich aan Shahu's zijde schaarde. Tarabais bevelhebbers liepen een voor een over naar Shahu. In oktober 1707 kwam het tot een treffen bij Khed, waar de factie van Shahu zegevierde. Daarop nam Shahu Tarabais hoofdstad Satara in, waar hij in januari 1708 tot chhatrapati werd gekroond. Tarabai trok zich terug naar Panhala en Kolhapur in het zuiden. In Kolhapur zette ze een alternatief hof op. Het Maratharijk was nu effectief in twee delen verdeeld.
Er kwam een einde aan Tarabais macht toen de brahmaan Balaji Vishwanath, Shahu's peshwa ("eerste minister") er in 1713 in slaagde de machtige zeerover en admiraal Kanhoji Angria, Tarabais belangrijkste bondgenoot, over te halen naar Shahu over te lopen. Tarabais aanzien liep door deze gebeurtenis ernstig schade op en in 1714 werden zij en haar zoon Shivaji II opzij geschoven in een paleiscoupe. De andere zoon van Rajaram, Sambhaji II, werd in oktober tot nieuwe radja van Kolhapur gekroond en Tarabai en Shivaji II werden in Panhala gevangengezet. Hier bleef ze zestien jaar gevangen. Shivaji II overleed in 1726 in gevangenschap. In 1730 werd Sambhaji II echter door Shahu verslagen en viel het fort van Panhala in handen van Tarabais oude rivaal. Shahu behandelde zijn tante echter met respect en nam haar mee naar zijn hof in Satara.

### Latere leven
In Satara leefde Tarabai tussen 1730 en 1748 onder huisarrest. Ze had geen enkele politieke macht in deze periode. Tegelijkertijd groeide de macht van de Maratha's onder leiding van Shahu en vooral Balaji Viswanath en diens zoon en opvolger Baji Rao I. Het Mogolrijk was aan interne twisten en decentralisatie ten onder gegaan. De Maratha's breidden hun macht uit over het centrale deel van India en grote delen van het noorden. De chhatrapati, Shahu, bleef echter kinderloos en de opvolging begon een probleem te worden. In 1748 onthulde Tarabai echter het bestaan van een kleinzoon, Rajaram II, die als directe afstammeling van Shivaji in aanmerking zou kunnen komen. Het betekende haar rehabilitatie en terugkomst op het politieke toneel.
Shahu vertrouwde Tarabai echter niet volledig, en voor zijn dood in december 1750 liet hij verordeningen opstellen die van de peshwa de feitelijke machthebber maakten. Rajaram II werd in januari 1751 tot chhatrapati gekroond, maar de titel had alleen nog ceremoniële betekenis. De peshwa, Balaji Baji Rao, verplaatste zijn hoofdstad naar Poona en scheidde daarmee de hoven van de chhatrapati en peshwa. Tarabai leek van plan als regentes en adviseur van de 22-jarige Rajaram II de macht over Satara uit te oefenen, maar Rajaram nam liever zelf het bestuur in handen. Omdat haar kleinzoon minder makkelijk beheerst kon worden dan ze verwacht had, liet Tarabai hem daarom in november 1750 gevangen zetten. Vanaf dat moment beweerde ze dat de chhatrapati in feite niet haar kleinzoon was, maar een bedrieger. De peshwa, Balaji Baji Rao, riep Tarabai op de chhatrapati vrij te laten. Tarabai zette daarom de Marathaleiders tegen de peshwa op, door te ageren tegen het bestuur van de brahmanen. Als kshatriya's waren de generaals gevoelig voor deze propaganda. In september 1752 kwam Tarabai echter tot een overeenstemming met de peshwa. In ruil voor de erkenning van de gevangen chhatrapati Rajaram II, en haarzelf als regentes in naam van de gevangene, erkende Tarabai het recht van de peshwa het rijk te besturen. 
Ze leefde lang genoeg om de catastrofe van de slag bij Panipat (1761) mee te maken, waarin de legers van de peshwa vernietigend verslagen werden. Tarabai stierf in december van datzelfde jaar, enkele maanden na de peshwa, op 86-jarige leeftijd.